# 40 More Reasons to Hate Us
 (octobre 2015).
Si vous disposez d'ouvrages ou d'articles de référence ou si vous connaissez des sites web de qualité traitant du thème abordé ici, merci de compléter l'article en donnant les références utiles à sa vérifiabilité et en les liant à la section « Notes et références ».
Albums de Anal Cunt
Top 40 Hits
(1995) I Like It When You Die
(1997)
40 More Reasons To Hate Us est le troisième album du groupe de grindcore américain Anal Cunt, enregistré après leur tournée au Japon en juin 1995, et sorti le 26 mars 1996 par Earache Records.
Le nom de l'album reflète la notoriété que le groupe a acquis en raison des titres et des paroles controversés de leurs chansons.[réf. nécessaire]

## Liste des titres
| 1.    | Face It, You're a Metal Band                       | 0:09 |
| 2.    | Punching Joe Bonni's Face In                       | 0:20 |
| 3.    | Kill Women                                         | 0:19 |
| 4.    | Steroids Guy                                       | 0:29 |
| 5.    | Everyone in Allston Should Be Killed               | 0:35 |
| 6.    | I Noticed That You're Gay                          | 0:49 |
| 7.    | Dead, Gay, and Dropped                             | 0:54 |
| 8.    | You Look Divorced                                  | 0:42 |
| 9.    | I Hope You Get Deported                            | 0:56 |
| 10.   | Mike Mahan Has Gingivitis                          | 0:23 |
| 11.   | Trapped                                            | 1:20 |
| 12.   | You're a Fucking Cunt                              | 1:10 |
| 13.   | Phyllis is an Old Annoying Cunt                    | 0:20 |
| 14.   | Al Stankus is Always on the Phone With His Bookie  | 0:45 |
| 15.   | Bill Scott's Dumb                                  | 0:42 |
| 16.   | Harvey Korman is Gay                               | 0:10 |
| 17.   | You Fucking Freak                                  | 0:48 |
| 18.   | Theme from Three's Company                         | 0:35 |
| 19.   | Jeanine Jizm is a Freak                            | 1:15 |
| 20.   | Everyone in Anal Cunt is Dumb                      | 0:26 |
| 21.   | I Just Saw the Gayest Guy on Earth                 | 1:31 |
| 22.   | Johnny Violent Getting His Ass Kicked by Morrissey | 0:29 |
| 23.   | Metamorphosis                                      | 0:10 |
| 24.   | I'm Sick of You                                    | 1:03 |
| 25.   | Howard Wulkan's Bald                               | 0:08 |
| 26.   | You're a Trendy Fucking Pussy                      | 0:38 |
| 27.   | Tom Arnold                                         | 0:08 |
| 28.   | I Got Athlete's Foot Showering at Mike's           | 0:49 |
| 29.   | Big Pants, Bigger Loser                            | 1:07 |
| 30.   | Marc Payson is a Drunk                             | 0:45 |
| 31.   | Your Family is Dumb                                | 0:28 |
| 32.   | Furnace                                            | 0:10 |
| 33.   | You're Dumb                                        | 0:56 |
| 34.   | Van Full of Retards                                | 0:24 |
| 35.   | Deche Charge Are a Bunch of Fucking Losers         | 0:27 |
| 36.   | Everyone in the Underground Music Scene is Stupid  | 0:29 |
| 37.   | Dumb Fat and Gross                                 | 0:20 |
| 38.   | I'm Not Stubborn                                   | 1:24 |
| 39.   | Mike Mahan's Sty                                   | 0:10 |
| 40.   | 02657                                              | 0:32 |
| 41.   | Gloves Of Metal                                    | 4:28 |
| 42.   | Bonus Track                                        | 0:07 |
| 30:02 |                                                    |      |

## Formation
- Seth Putnam : Chant, guitare
- Tim Morse : Batterie, chant (piste 39)
- Scott Hull (Pig Destroyer, Agoraphobic Nosebleed) : Guitare
- Phil Anselmo (Pantera, Down, Superjoint Ritual) : Guitare (pistes 34, 41), Chants (pistes 4, 6, 7, 8, 11, 12, 14, 15, 16, 17, 29, 30, 33, 34, 37, 41)
- Chœurs : Chant (pistes 10, 28, 40)